# Roding Valley (metrostation)
Roding Valley is een station van de Londense metro aan de Central Line.

## Geschiedenis

### Stoomtreinen
De sporen door het station werden geopend op 1 mei 1903 door de Great Eastern Railway (GER) als onderdeel van de Fairloplus. De GER hoopte hier op het metro-effect, onroerendgoed ontwikkeling als gevolg van de aanleg van een metro, dat klanten zou genereren voor de nieuwe lijn.
De onroerendgoed ontwikkeling kwam echter pas na de Eerste Wereldoorlog echt opgang en in 1923 werden de Britse spoorwegmaatschappijen in vier nieuwe bedrijven ondergebracht, zodoende werd de GER onderdeel van de London & North Eastern Railway (LNER). De LNER opende op 3 februari 1936 de Roding Valley Halt, die genoemd werd naar het nabijgelegen dal van de Roding. Het station had toen een stationskeet met een loopbrug over de sporen tussen de onoverdekte perrons. Kort voor de opening, namelijk in 1933, was het OV in Londen genationaliseerd in de London Passenger Transport Board (LPTB). LPTB kwam met het New Works Programme 1935-1940 om knelpunten in het metronet aan te pakken en nieuwe woonwijken op de metro aan te sluiten. Omdat LNER geen geld had om de voorstadslijn te elektrificeren voorzag het New Works Programme in de integratie van de lijn in het metronet. De ombouw tot metro begon in 1938 maar dat werd door het uitbreken van de Tweede Wereldoorlog in 1939 opgeschort. In 1946 hervatte de LNER de werkzaamheden, in verband met de aanpassingen die nodig waren voor de elektrificatie van de lijn werd het station op 29 november 1947 gesloten.

### Underground
Op 21 november 1948 nam de Central Line de diensten door het station over en werd het station heropend onder de naam Roding Valley. De deels houten gebouwen uit 1936 werden in de loop van 1949 vervangen door stenen gebouwen met luifels boven de perrons. In 1962 werd goedkeuring gegeven aan de begroting voor de bouw van de Victoria Line en een jaar later werden op de District Line bescheiden proeven genomen met Automatic Train Operation (ATO) in verband met de ontwikkeling van rollend materieel -TS1967- voor de nieuwe lijn. Naar aanleiding van deze proeven werd besloten tot een grootschalige praktijkproef voor ATO ten behoeve van de Victoria Line. Hiertoe werd de Central Line tussen Hainault en Woodford aangepast en op 5 april 1964 begonnen de diensten door Roding Valley met de voor ATO aangepaste metrostellen. Voor de proef werden vierbaks metrostellen van TS1960 en later driebaks metrostellen, bestaande uit twee stuurstanden TS1960 en een midden bak TS1938, gebruikt. Ook na de proef werd de pendeldienst voortgezet met stellen TS1967, deze dienst werd uitgevoerd als FACT, "Fully Automatic Controlled Train". Dit pseudo-eilandbedrijf bleef bestaan tot begin jaren negentig van de 20e eeuw toen er nieuw rollend materieel werd geïntroduceerd en er doorgaande diensten naar het centrum kwamen via Hainault.

## Ligging en inrichting
Het station ligt tussen Station Way en Cherry Tree Rise (bij Buckhurst Way) helemaal aan de zuidrand van de gemeente Buckhurst Hill in Essex, vlak ten zuiden van het station ligt de grens tussen Essex en Londen. De zuidelijke uitgang ligt in Redbridge (Londen), terwijl de noordelijke uitgang in Epping Forest (Essex) is. Iets ten oosten van het station kruist de Central Line de Roding over een fors viaduct.
Aanvankelijk heette het station Roding Valley Halt hetgeen ook op kaartjes en dienstregelingen verscheen, het achtervoegsel Halt was echter op slechts een deel van de bewegwijzering van het station te vinden. Het werd geopend voor nieuwe woningbouwprojecten tussen Buckhurst Hill en Woodford. Woodford Junction, waar de Hainaultlus aansluit op de hoofdlijn naar Epping, ligt zeer dicht bij het station - de perrons van Roding Valley zijn zichtbaar vanuit de metro in beide richtingen tussen Woodford en Buckhurst Hill.
Roding Valley heeft een zeer klein verzorgingsgebied, wat het lage gebruik verklaart. In het oosten liggen de onontgonnen uiterwaarden van de rivier de Roding. Aan noordkant ligt station Buckhurst Hill op korte afstand. In het noordwesten is open ruimte, terwijl de gebieden in het zuiden worden bediend door station Woodford, dat een betere metrodienst heeft.

## Reizigersdienst
Voor reizigers is het sneller om naar Woodford te reizen en daar over te stappen richting binnenstad, in plaats van via Hainault te reizen, aangezien er vanaf Woodford regelmatig metro's naar het centrum van Londen rijden. De enkele metro die in verband met de materieelomloop vanaf Hainault via Roding Valley naar het centrum rijdt is dan ook zeer in trek bij de reizigers. Station Roding Valley is het minst gebruikte station van het Londense metronetwerk. Het station is ongeveer het enige zonder een bemand kaartjesloket. Vroeger werd het kaartjesloket voor enkele uren bemand. Zo konden passagiers eventuele Travelcards en seizoenskaarten bemachtigen.
Op 19 december 2006 is er besloten het station open te laten tot middernacht. Daarvoor sloot het station al om 20:00. De normale dienst tijdens de daluren kent 3 ritten per uur in beide richtingen, in de ochtendspits zijn er drie doorgaande ritten naar West Ruislip.

## Trivia
- Het station ligt tussen de Central Line stations Chigwell en Woodford
- Station Roding Valley ligt op de grens tussen de districten Epping Forest, Essex en Redbridge
- Sinds begin 2007 ligt dit station in Travelcard Zone 4
- De halte is het rustigste van alle metrostations volgens de London Transport Authority[5]

## Fotogalerij

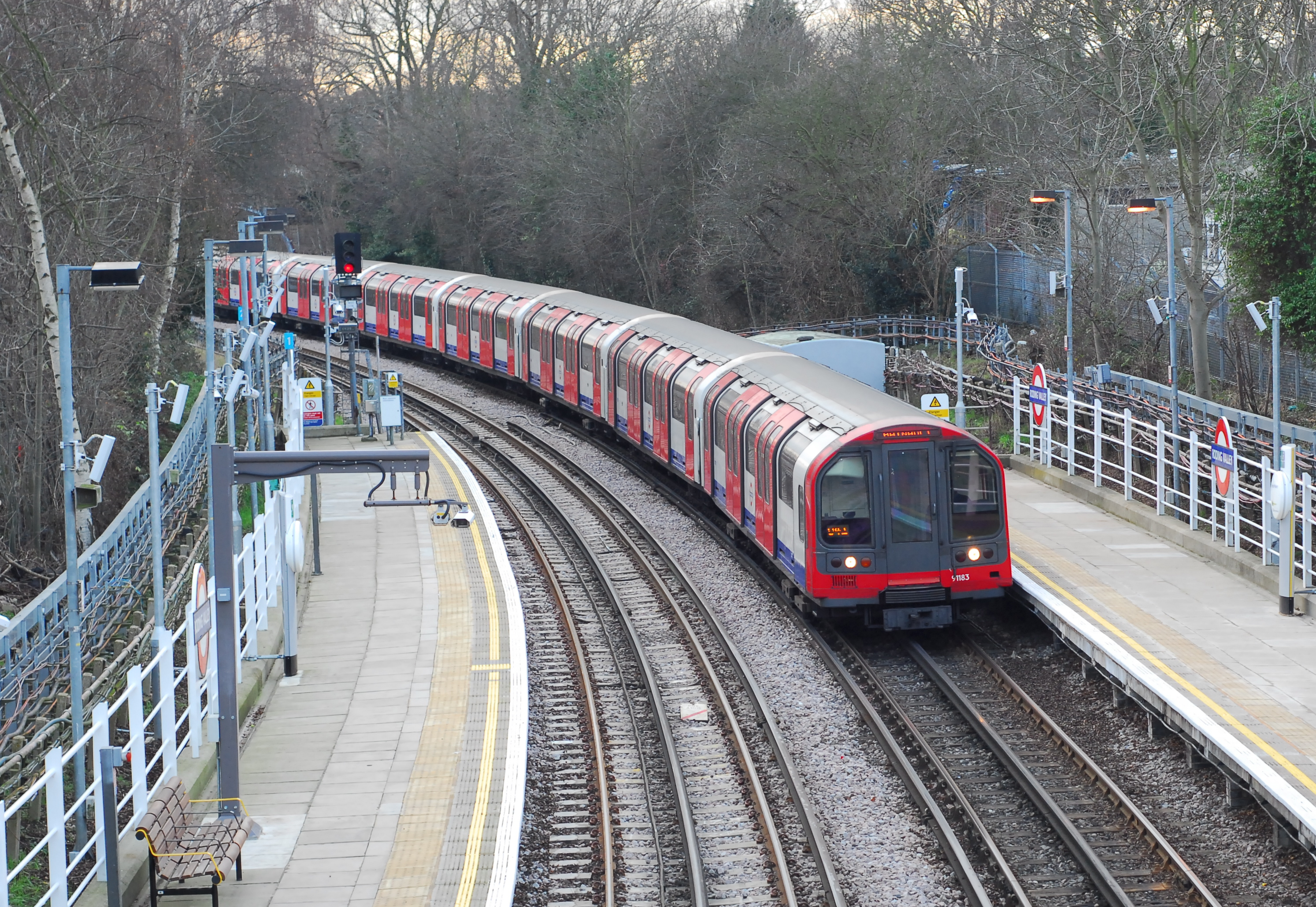
Een metrostel arriveert in de richting van Hainault
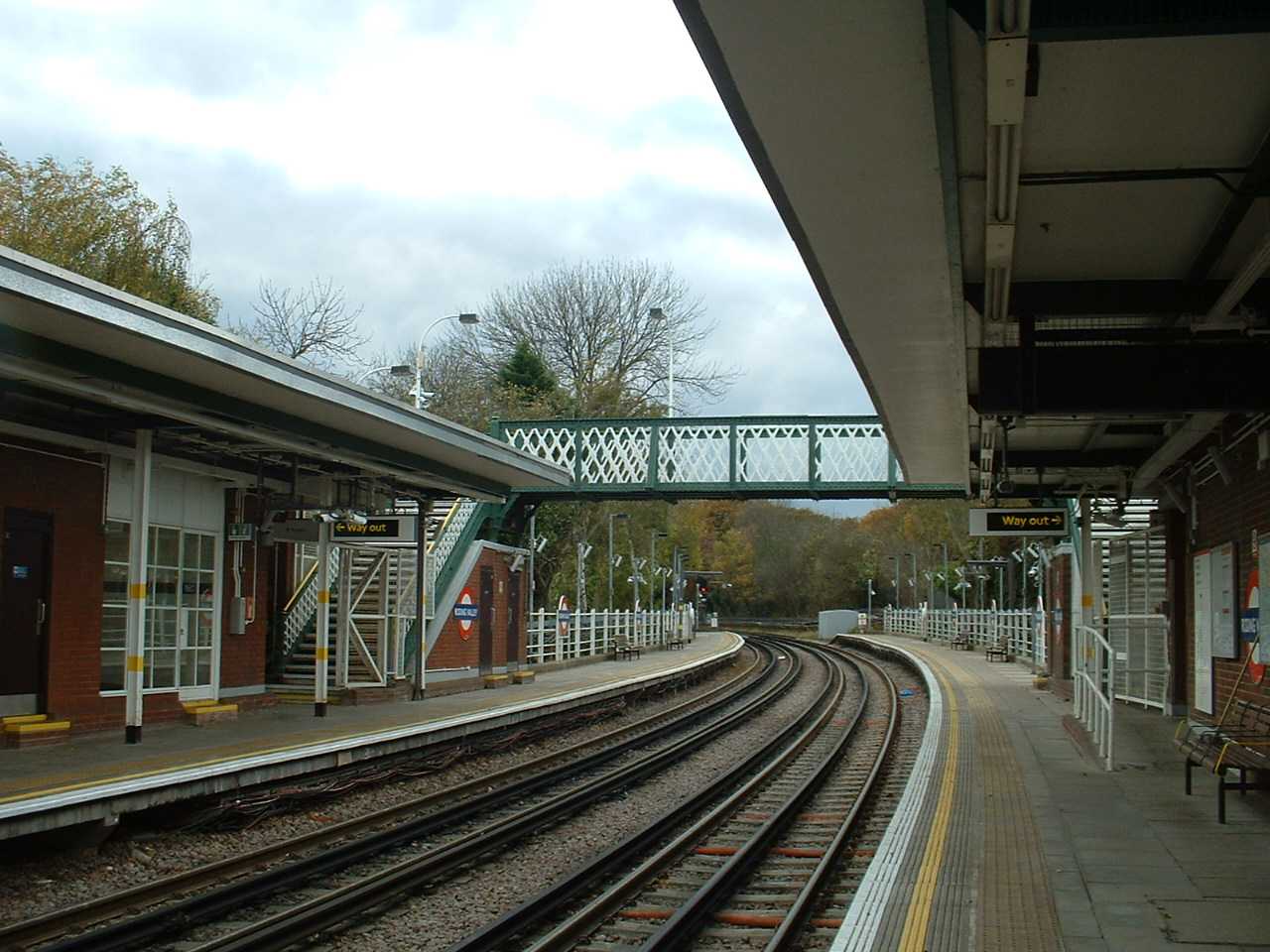
Zicht op het westen in de richting van Woodford
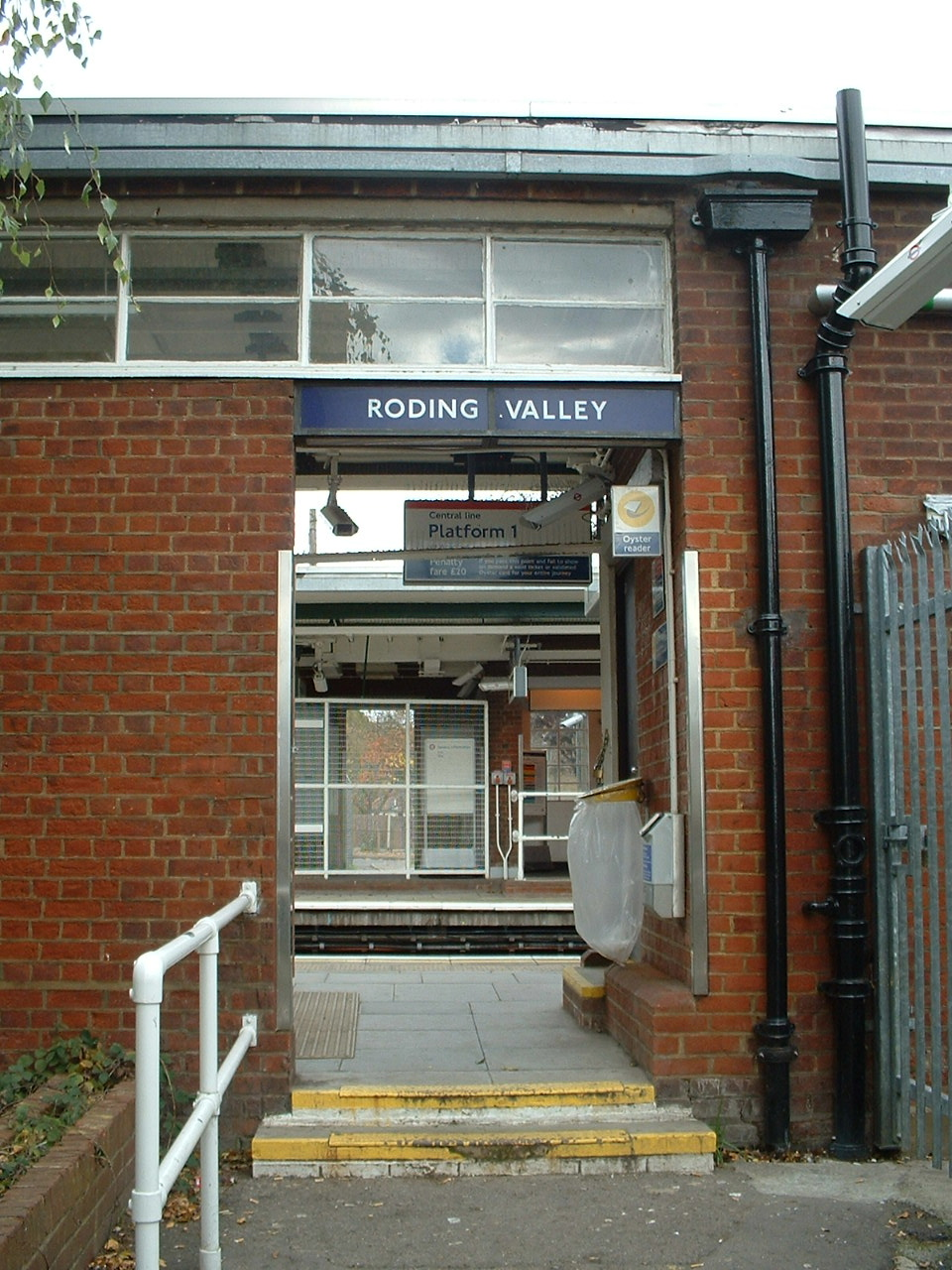
Zuidelijke ingang van het station zonder toegangspoortjes
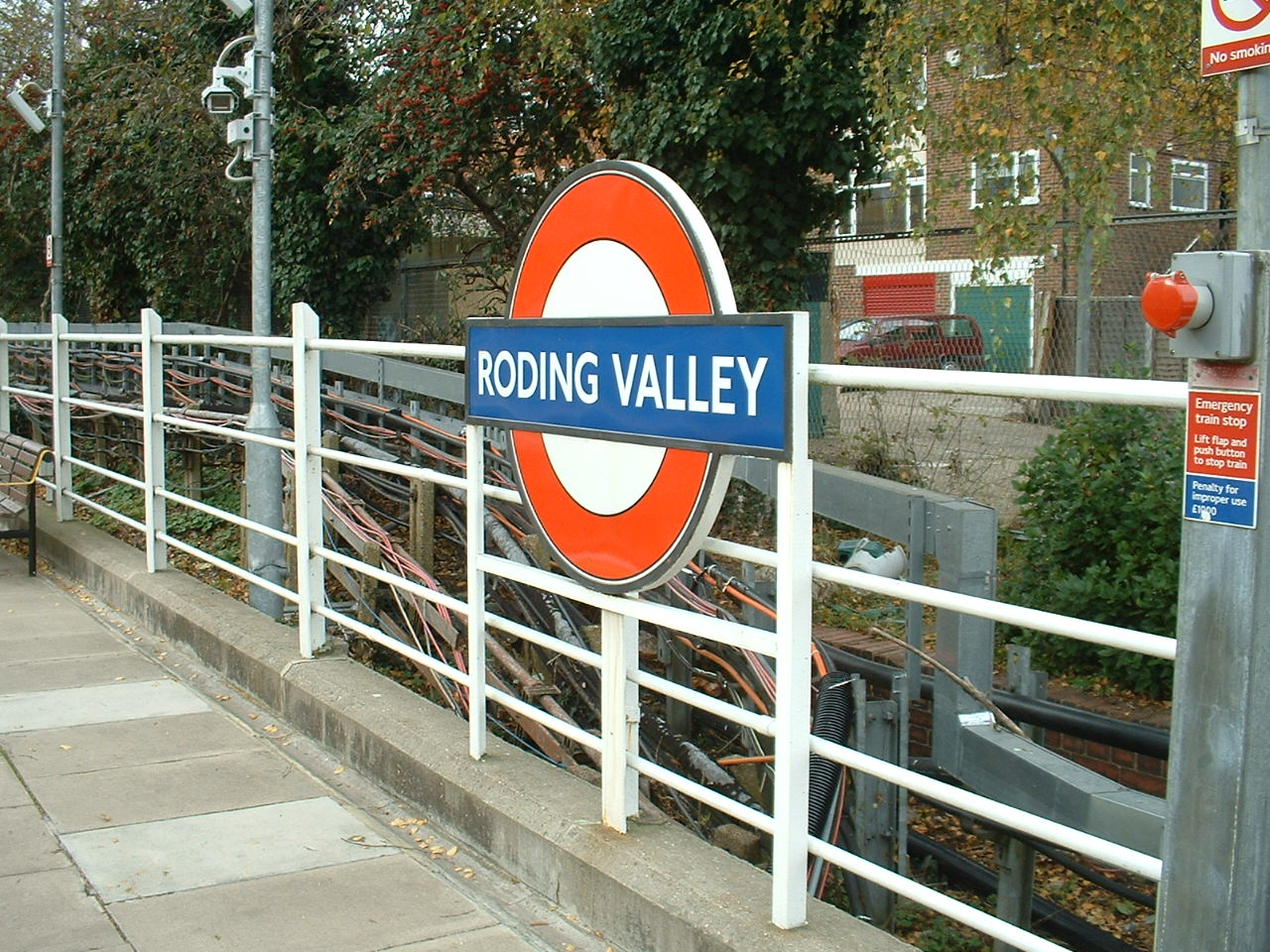
Stationsnaam in het bekende logo van de Londense metro